# Polo a Tierra
«Polo a Tierra» es una canción de la cantante mexicana Danna Paola, el dúo colombiano Skinny Happy y el cantante colombiano Yera en colaboración con el cuarteto colombiano Trapical. Fue lanzada el 25 de octubre de 2019 a través de Universal Music México como tercer sencillo de su primer álbum reeditado Sie7e + (2020).

## Antecedentes y composición
«Polo a Tierra» fue anunciada a través de redes sociales el 23 de octubre de 2019, con un video promocional en el cual se pretendía anunciar un secuestro ficticio de Paola por parte del grupo de «Los Sin Flow». La canción fue finalmente lanzada el 25 de octubre junto a un video musical. Fue escrita por Yera, Paola y Camilo Vásquez, integrante del grupo Skinny Happy, y su producción estuvo totalmente a cargo también por Yera.

## Video musical
La canción se estrenó junto a un video musical el mismo día. Fue dirigido por El Chico de Los Recados y cuenta con una temática de estilo retro, y algunas escenas simulan ser un videojuego de los noventa. Actualmente el video cuenta con más de 10 millones de reproducciones en YouTube.

## Créditos
Adaptados de Tidal:
- Danna Paola - vocales, compositora, letrista
- Skinny Happy - vocales
- Miguel Ángel «Yera» Ospino - vocales, productor, compositor, letrista
- Trapical - vocales
- Camilo Vásquez - compositor, letrista

## Historial de lanzamiento
| Región | Fecha                 | Formato                     | Discográfica                                  | Ref.  |
| ------ | --------------------- | --------------------------- | --------------------------------------------- | ----- |
| Varios | 25 de octubre de 2019 | Descarga digital, Streaming | Universal Music Group, Universal Music México | [ 7 ] |